# Вертеча
Вертеча — село в Україні, у Любецькій селищній громаді Чернігівського району Чернігівської області. Населення становить 107 осіб. До 2017 орган місцевого самоврядування — Тарасо-Шевченківська сільська рада.
Колишні назви:
- Борисоглібів — 1854 р.,
- Вертеч — 1917 р.,
- Незаможне — 1925 р.
- Вертеча — 2016 р.

Розташоване на березі річки Вертеч.

## Історія
За даними на 1859 рік:
- у казенному селі Борисоглібівка Чернігівського повіту Чернігівської губернії мешкало 118 осіб (59 чоловічої статі та 59 — жіночої), налічувалось 24 дворових господарств, існувала православна церква[1].
- на власницькому хуторі Вертеч мешкало 25 осіб (13 чоловічої статі та 12 — жіночої), налічувалось 5 дворових господарств[2].

Станом на 1886 у колишньому державному й власницькому селі Антонівської волості мешкало 162 особи, налічувалось 28 дворових господарств, існували православна церква.
12 червня 2020 року, відповідно до розпорядження Кабінету Міністрів України № 730-р «Про визначення адміністративних центрів та затвердження територій територіальних громад Чернігівської області», увійшло до складу Любецької селищної громади.
19 липня 2020 року, в результаті адміністративно - територіальної реформи та ліквідації Ріпкинського району, село увійшло до складу Чернігівського району Чернігівської області.

## Економіка
Діє Фінансова група «МАКС І К». Вид діяльності: вирощування зернових та технічних культур.
Функціонує Селянське (фермерське) господарство «МЕЧТА». Вид діяльності: вирощування зернових культур.

## Духовне життя
Діє церква Святого Миколая.

## Історія перейменувань
На засіданні Чернігівської губернської адміністративно-територіальної комісії від  14 липня 1925 р. прийнято рішення про порушення клопотання перед Центральною адміністративно-територіальною комісією щодо перейменування с. Борисоглібівка Довжицького району Чернігівського округу в с. Незаможне відповідно до постанови окрвиконкому про перейменування населених пунктів, чиї назви пов’язані з пережитками дореволюційної епохи, у назви революційного характеру (Держархів Чернігівської області, ф. Р-15, оп. 1, спр. 326, арк. 173).

## Краєвиди села

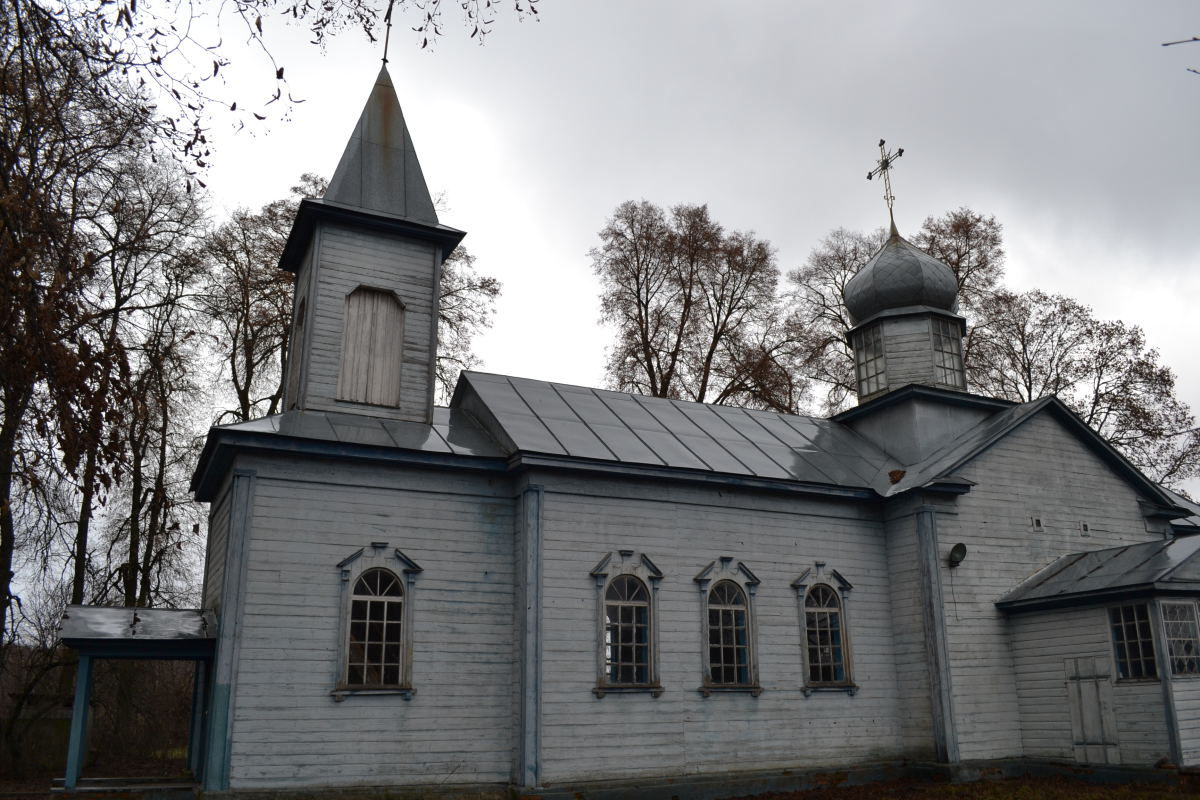
Місцева Церква